# علقمة بن عمرو الدارمي
علقمة بن عمرو بن الحصين بن لبيد التميمي الدارمي العطاردي أبو الفضل الكوفي. من رواة الحديث وهو ثقة له غرائب، ذكره ابن حبان في كتاب «الثقات» وقال: «يغرب». مات سنة ست وخمسين ومائتين.

## روايته للحديث
- روى عن: أبي بكر بن عياش.
- روى عنه: ابن ماجة، وأحمد بن الحسين الحراني، وعبد الله بن عروة الهروي، وأبو بكر أحمد بن محمد بن معدان بن راشد الأصبهاني، ومحمد بن عبد الله بن رستة، ومحمد بن علي الحكيم الترمذي، وموسى بن إسحاق بن موسى الأنصاري، ويحيى بن محمد بن صاعد.
- الجرح والتعديل: قال أبو حاتم بن حبان البستي: «يغرب». وقال ابن حجر العسقلاني: «صدوق له غرائب». وقال الذهبي: «ثقة».[3]